# Бронзівка особлива
Бронзівка особлива (Protaetia speciosa) — вид комах з родини Scarabaeidae.

## Морфологічні ознаки
Довжина тіла 24–30 мм. Забарвлення здебільшого зелене, золотисто-зелене або червонувате з жирним іризуючим, немов скляним, блиском. Елітри майже рівномірно опуклі, гладенькі, без білих плям.

## Поширення
Основний ареал виду проходить по східній частині Малої Азії (південна межа ареалу) до Передньої Азії (Дамаск, Ліван), півночі Ірану (Луристан, Азербайджан, Гілян, Тегеран) та південно-західному Туркменістану (Атрек). На Кавказі північна межа проходить від дельти Кубані на Краснодар, П'ятигорськ, а далі на південь по всьому Кавказу.
В Україні зустрічається лише номінативний підвид і тільки у лісах Гірського Криму, де має ізольований ареал.

## Особливості біології
Стаціями цього виду є старі широколистяні ліси як на рівнинах, так і в горах, але на великі висоти не піднімається. Літає вдень в сонячну та ясну погоду. Живиться соком, що витікає з пошкоджених дерев, інколи прилітає на квіти. Фітофаг. Жук відкладає яйця в порохняву деревину пнів та дупел дерев листяних порід. Личинки розвиваються в гнилій деревині, де і заляльковуються. Генерація — 1–2 роки.

## Загрози та охорона
Бронзівку особливу занесено до Червоної книги України. Зменшення кількості жука пов'язане насамперед з сучасною методикою лісогосподарювання, за якою багато дерев не доживають свого природного віку і переробляються на сировину.